# 东头碉楼
28°15′40″N 121°09′33″E / 28.26102°N 121.15905°E
东头碉楼是一座位于中华人民共和国浙江省玉环市（县级市，由台州市代管）的碉楼，坐落在该市的海山乡横床村东头岛东路48号，属于文物保护单位玉环碉楼群之一。这座碉楼是海山村民黄田贵的爷爷为防御土匪海盗而建造的。

## 历史背景
民国年代，沿海匪患猖獗，民众尤其是富绅出于自卫，纷纷修建了碉楼这种堡垒式的建筑物。这座碉楼便是海山村民黄田贵的爷爷为防御土匪海盗而建造的，建于20世纪30年代。

## 建筑结构
该碉楼坐北朝南，具体方位为南偏西30度。占地面积约60平方米。为石木结构，共三层，每层高约7米，下宽下收，内有楼梯连接各层。外部墙体为不规则石垒砌而成，墙厚约0.8米，开有多个方形小窗。小青瓦两面坡顶。

## 现状
1949年解放军占领玉环后，浙南游击纵队“三五”支队曾驻扎于此。2011年1月7日，包含东头碉楼的玉环碉楼群，被浙江省人民政府公布为第六批浙江省文物保护单位。